# Ion Drîmbă
Ion Drîmbă, född 18 mars 1942 i Timişoara, död 2006, var en rumänsk fäktare.
Drîmbă blev olympisk guldmedaljör i florett vid sommarspelen 1968 i Mexico City.